# Sloanella
Sloanella is een geslacht van kevers uit de familie van de loopkevers (Carabidae). De wetenschappelijke naam van het geslacht is voor het eerst geldig gepubliceerd in 1927 door Jeannel.

## Soorten
Het geslacht Sloanella omvat de volgende soorten:
- Sloanella gordoni Eberhard & Giachino, 2011
- Sloanella obscura Moore, 1983
- Sloanella pallida Moore, 1972
- Sloanella simsoni (Blackburn, 1894)
- Sloanella suavis Moore, 1972